# Casa Tristán del Pozo
Casa Tristán del Pozo es una casona situada en Arequipa, Perú. Para muchos estudiosos de la arquitectura, el frontón de su fachada es el mejor exponente de la ornamentación típica de Arequipa.

## Historia
Ubicada en la primera cuadra de la calle San Francisco, la casona, restaurada en diversas oportunidades, tiene como fecha de construcción la de 1738. El general Domingo Carlos Tristán del Pozo y su esposa Ana María Carazas, adquirieron el solar donde se levanta la casona de Andrés de Rosas y hermanos, el 24 de junio de 1736.
A partir de esa fecha la casona ha sido propiedad del José Joaquín Tristán; del obispo Manuel Abad Yllana, de la Orden de San Camilo, así como del coronel Raymundo Gutiérrez de Otero, las familias Gutiérrez y Cossio y, Ugarteche y Gutiérrez, Manuel Ballón, Juana Gómez Ballón, Joaquín del Carpio, Juana Manuela Gómez, Roberto Reinecke, José Domingo Montesinos y la sociedad comercial Guillermo Ricketts e hijos. Actualmente, es la sede de la sucursal del BBVA Continental.

## Descripción

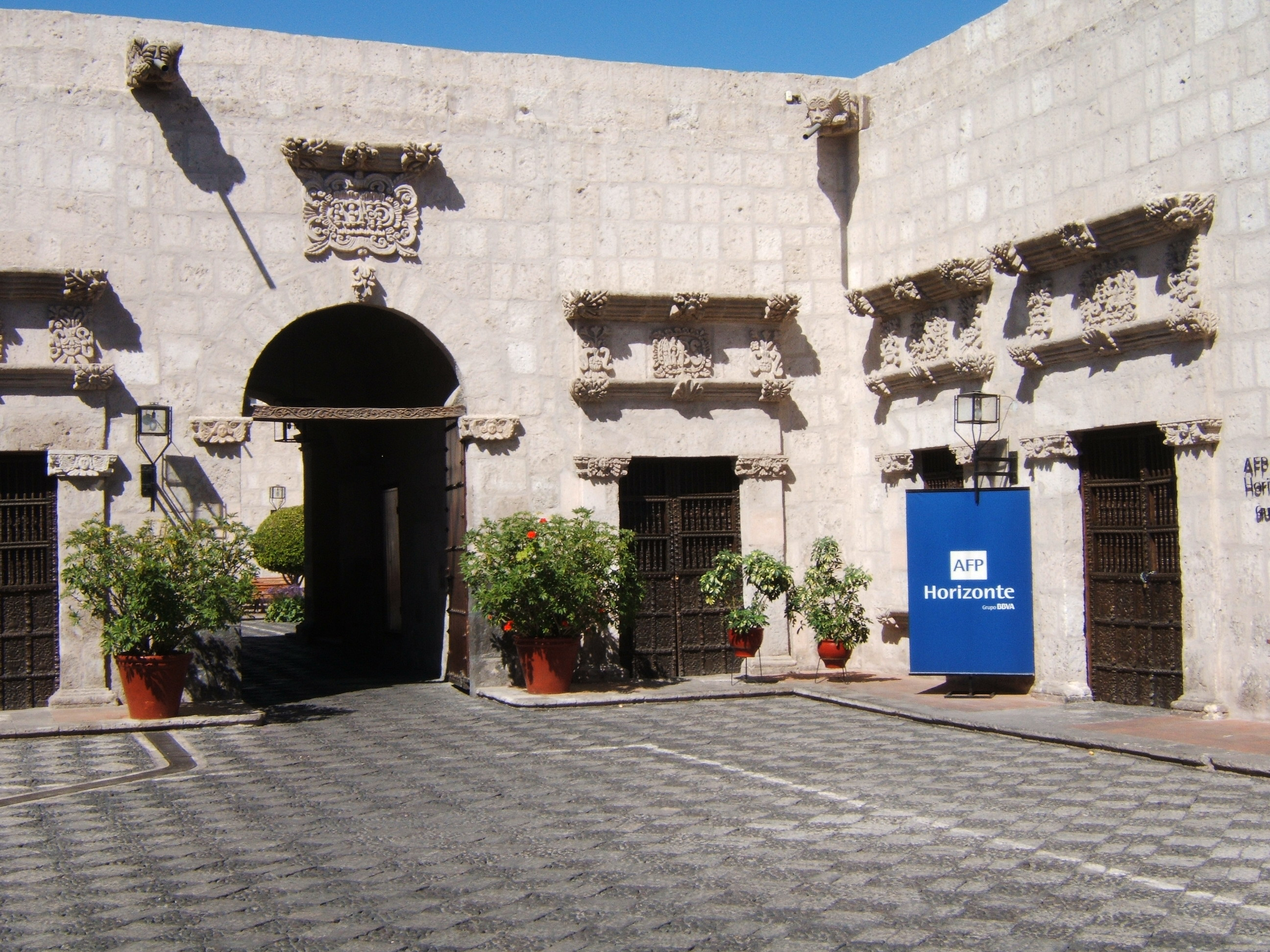
Vista del primer patio

La portada de esta casona es rectangular, flanqueada por pilastras reunidas a manera de nichos, en cuyo interior hay columnas toscanas que sostienen un friso que se interrumpe para presentar una ménsula sobre la que descansa un tímpano curvo y abierto.
En medio, destaca un arbusto de cinco ramas, en las que florecen cantutas que sostienen medallones con los monogramas de Joaquín, Ana, María y José, que flanquean a Jesús que se encuentra al centro en cúspide.
La planta de la casa forma un doble anillo cuadrado que encierra dos patios. El primero de ellos tiene un piso de adoquín y se encuentra rodeado de habitaciones que fueron las principales de la casona. El segundo patio presenta una arquería, destinada en el siglo XVIII para comedor familiar.
En el primer patio, las trece coronaciones de ventanas y puertas contienen las abreviaturas de la invocación latina: Sanctus Deis, Sanctus Fortis, Sanctus Inmoralis, Misere Nobis y, los monogramas de Ana, Joaquín, María, Jesús y José.